# 弗雷德里克岩
弗雷德里克岩（英語：Frederick Rocks）是南極洲的岩石，它位於南設得蘭群島的利文斯頓島，處於希里夫角西南面12.24公里、謝薩角西南面4.69公里、羅角西北面5.28公里和埃塞克斯角東北面13.3公里，現時由南極條約體系管理。